# Melitaea narenta
Melitaea narenta är en fjärilsart som beskrevs av Hans Fruhstorfer 1917. Melitaea narenta ingår i släktet Melitaea och familjen praktfjärilar. Inga underarter finns listade i Catalogue of Life.